# アッシュール (聖書)
アッシュール、アシュル（Ashur、ヘブライ語: אַשּׁוּר ʾaššûr）は、ノアの息子であるセムの次男である。
創世記10章22節（および歴代誌上1章17節）で言及されており、兄弟にエラム、アラム、アルパクシャド、ルドがいる。アッシリアと関係する名前であるが、アッシリアの方は創世記10章11-12節で、ハムの孫にあたるニムロドがニネヴェなどのアッシリアの都市を造ったと言及されている。
なお、歴代誌2章24節に登場するテコアの父アシュル（אַשְׁחוּר ʾašḥûr 新共同訳聖書ではアシュフル）は ユダの子孫であって別人である。